# (34369) 2000 RA42
2000 RA42 (asteroide 34369) é um asteroide da cintura principal. Possui uma excentricidade de 0.08465980 e uma inclinação de 8.85799º.
Este asteroide foi descoberto no dia 3 de setembro de 2000 por LINEAR em Socorro.